# Hanna Damásio
Hanna Damásio (Lisboa, 24 de septiembre de 1942) es una médica, neuróloga, escritora y profesora portuguesa. Trabaja junto a su marido António Damásio.

## Biografía
Hanna nace en Lisboa en 1942 y consigue su doctorado en medicina por la Universidad de Lisboa en 1969. En 1976 se traslada a Estados Unidos y comienza a trabajar en la Universidad de Iowa. Está casada con António Damásio, colega y coautor de varios libros.
Una referencia en su campo, Hanna Damásio es pionera en el uso de métodos de obtención de imágenes para el estudio de lesiones cerebrales, tales como Tomografía Axial Computerizada (TAC) y Resonancia magnética nuclear (RMN), que pueden ser utilizados para diagnosticar las enfermedades que afectan al cerebro.
En la actualidad, es la directora del Dana and David Dornsife Cognitive Neuroscience Imaging Center de la Universidad del Sur de California (USC) y profesora adjunta distinguida en la Universidad de Iowa.
En 2005 recibe junto a su marido António Damásio el Premio Príncipe de Asturias de Investigación Científica y Técnica.
En su tiempo libre es escultora.